# Cristina Morán
Iris Fariña Romano, más conocida por su nombre artístico Cristina Morán (17 de agosto de 1930-Montevideo, 22 de septiembre de 2023) fue una actriz, locutora, presentadora de televisión y periodista uruguaya.

## Biografía
Comenzó su carrera artística a sus diecisiete años, al ingresar como locutora radial en 1948 a radio Carve luego de leer en un periódico en el cual la emisora solicitaba un puesto para locutora.  Pronto, su voz reinaría en los radioteatros: "Oh, la suegra", "Los Galíndez", "Coca Peñalver, que en todo tiene que ver", etc.
En el año 1956, con el inicio de las primeras transmisiones de Canal 10, se transformó en la primera mujer en la pantalla uruguaya, y por más de tres décadas, su imagen estuvo presente en la pantalla de Saeta TV Canal 10 destacándose en la conducción de "Domingos continuados" y otros ciclos.  Al frente de dicha emisora, supo cubrir diferentes acontecimientos, como el operativo policial en el edificio Liberaij y en 1973  la llegada de Juan Domingo Peron a la Argentina y la Masacre de Ezeiza.
En la década de 1960 integró el elenco de El Show del mediodía, por Canal 12.
En la década de 1990 estrenó su ciclo "En compañía", por Canal 5. Este ciclo lo realizó luego de su alejamiento de Saeta TV Canal 10. Asimismo, en el año 2000 condujo, junto a Rafael Goncalvez, el primer ciclo del magazine "Café Versátil", también por Canal 5,.
En 1994 publicó “Desde estos ojos”, un libro autobiográfico en el cual contó sus experiencias como pionera de la radio y la televisión. 
Además de su destacada carrera televisiva, Cristina incursionó en el teatro, protagonizando obras como La Pecera, de Eduardo Sarlos, y La Morán se confiesa.
En 2009 comenzó una comedia en Uruguay llamada "Hogar Dulce Hogar", por Saeta TV Canal 10. 
En 2010 fue nuevamente convocada por dicho canal, para protagonizar la ficción Porque te quiero así, junto a otros actores destacados, como la argentina Florencia Peña. 
En el año 2011 volvió a interpretar su personaje en la segunda temporada de la ficción "Porque te quiero así", siendo esta vez Catherine Fulop la protagonista. 
En junio de 2010 recibió el Premio Iris a la Trayectoria.
En enero de 2020 en una emotiva ceremonia dentro del Salón de Acuerdos del Palacio Municipal fue declarada como Ciudadana Ilustre de Montevideo.
Ese mismo año, se produjo su regreso a la televisión estrenando el ciclo Los especiales de Cristina Morán, emitido por Canal 4. En cada programa reunió a destacadas figuras uruguayas, en un ámbito ameno para mantener una charla.En 2022 actuó en la película Julio, felices por siempre.
De su único y breve matrimonio tuvo una hija, Carmen, que le dio tres nietos. 
Falleció el viernes 22 de septiembre de 2023 en Montevideo,La noticia fue informada por su hija.

## Filmografía
| Año  | Título                    | Personaje    |
| ---- | ------------------------- | ------------ |
| 2013 | Anina                     | La directora |
| 2019 | Alelí                     | Alba         |
| 2022 | Julio felices por siempre | Abuela       |

## Televisión
| Año         | Título                                            | Rol        |
| ----------- | ------------------------------------------------- | ---------- |
| 1968 - 1988 | Domingos continuados                              | Conductora |
|             | El Show del Mediodía                              | Elenco     |
|             | En compañía                                       | Conductora |
|             | Café versátil                                     | Conductora |
| 2015        | Historias de Oro                                  | Conductora |
| 2018        | La Mañana en Casa: Especial 62 años de televisión | Conductora |
| 2020        | Los Especiales de Cristina Morán                  | Conductora |

### Ficción
| Año         | Título               | Personaje |
| ----------- | -------------------- | --------- |
| 2009        | Hogar dulce, hogar   |           |
| 2010 - 2011 | Porque te quiero así | Chela     |

## Radio
- El cine y sus estrellas
- Oh, la suegra",
- "Los Galíndez",
- "Coca Peñalver, que en todo tiene que ver"